# Haguenau
Haguenau là một xã trong tỉnh Bas-Rhin, thuộc vùng Grand Est của nước Pháp, có dân số là 32.242 người (thời điểm 1999). Xã nằm tròn 25 km về phía bắc của Strasbourg và khoảng 75 km về phía đông nam của thành phố Đức Saarbrücken. Haguenau thành phố lớn thứ nhì trong tỉnh Bas-Rhin sau Strasbourg.

## Thông tin nhân khẩu
| 1962   | 1968   | 1975   | 1982   | 1990   | 1999   |
| ------ | ------ | ------ | ------ | ------ | ------ |
| 20 457 | 22 944 | 25 147 | 26 629 | 27 675 | 32 242 |

## Các thành phố kết nghĩa
- Landau in der Pfalz, Đức

## Nhân vật nổi tiếng
- Sébastien Loeb, tay đua rallye

Haguenau
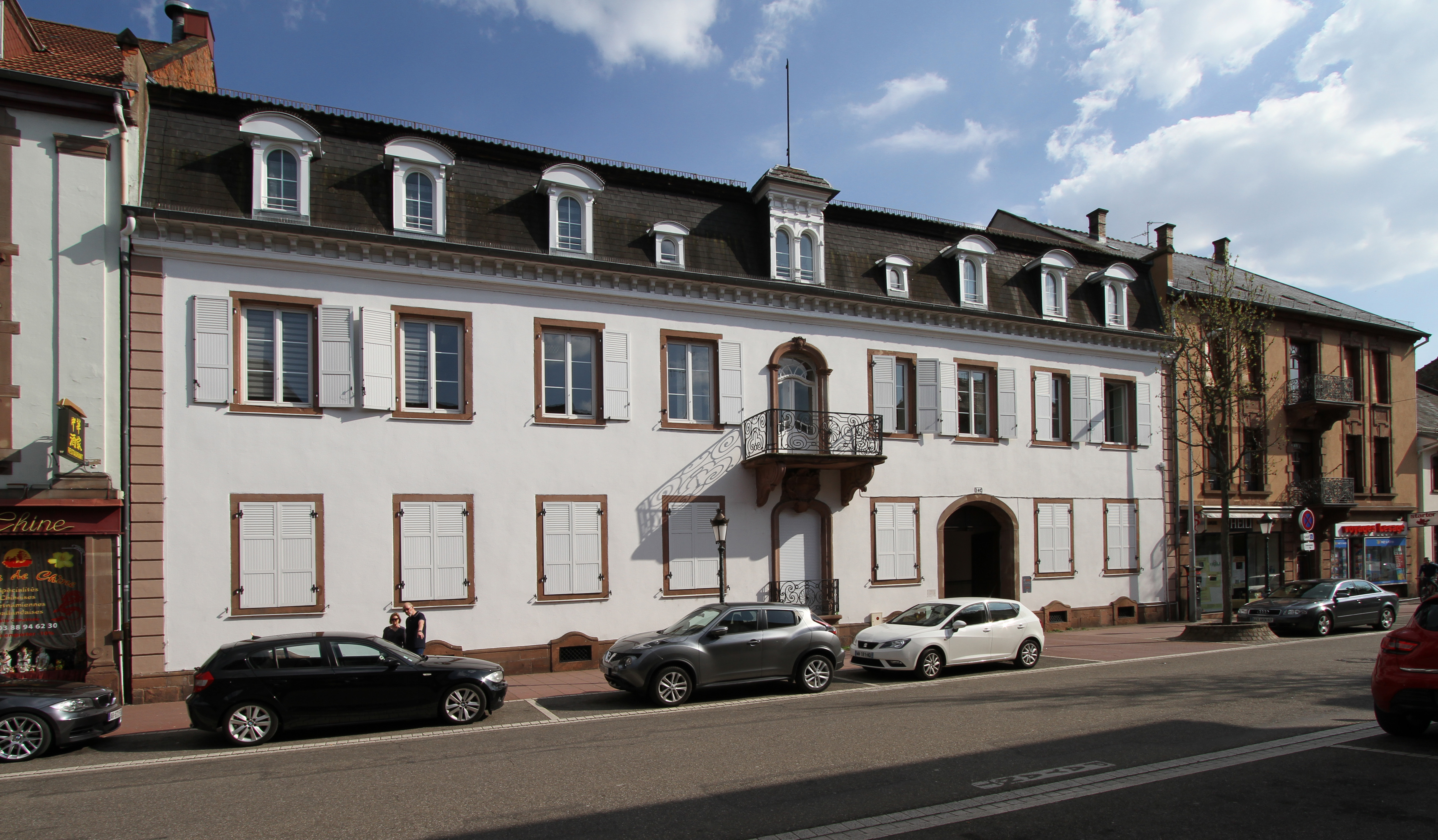
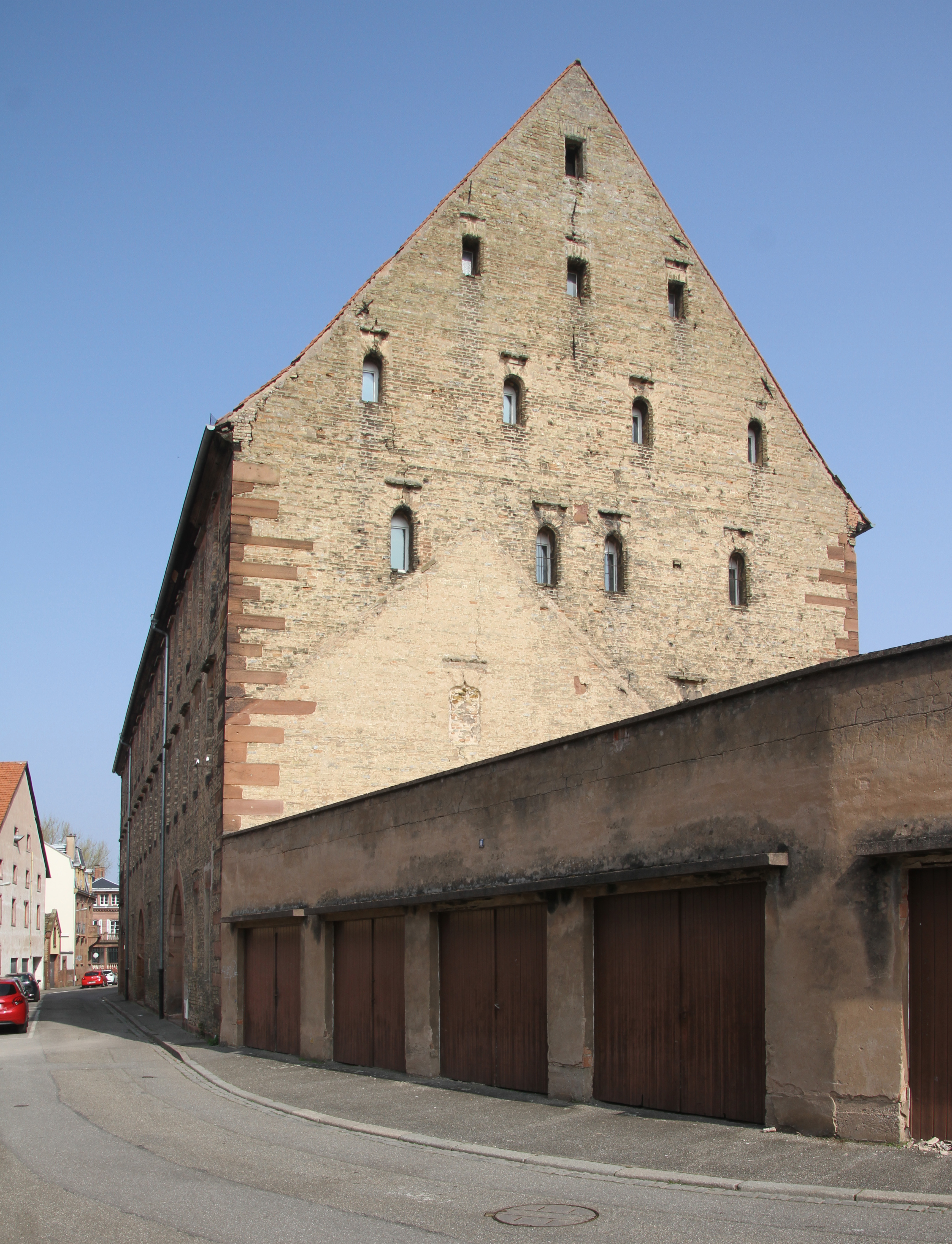
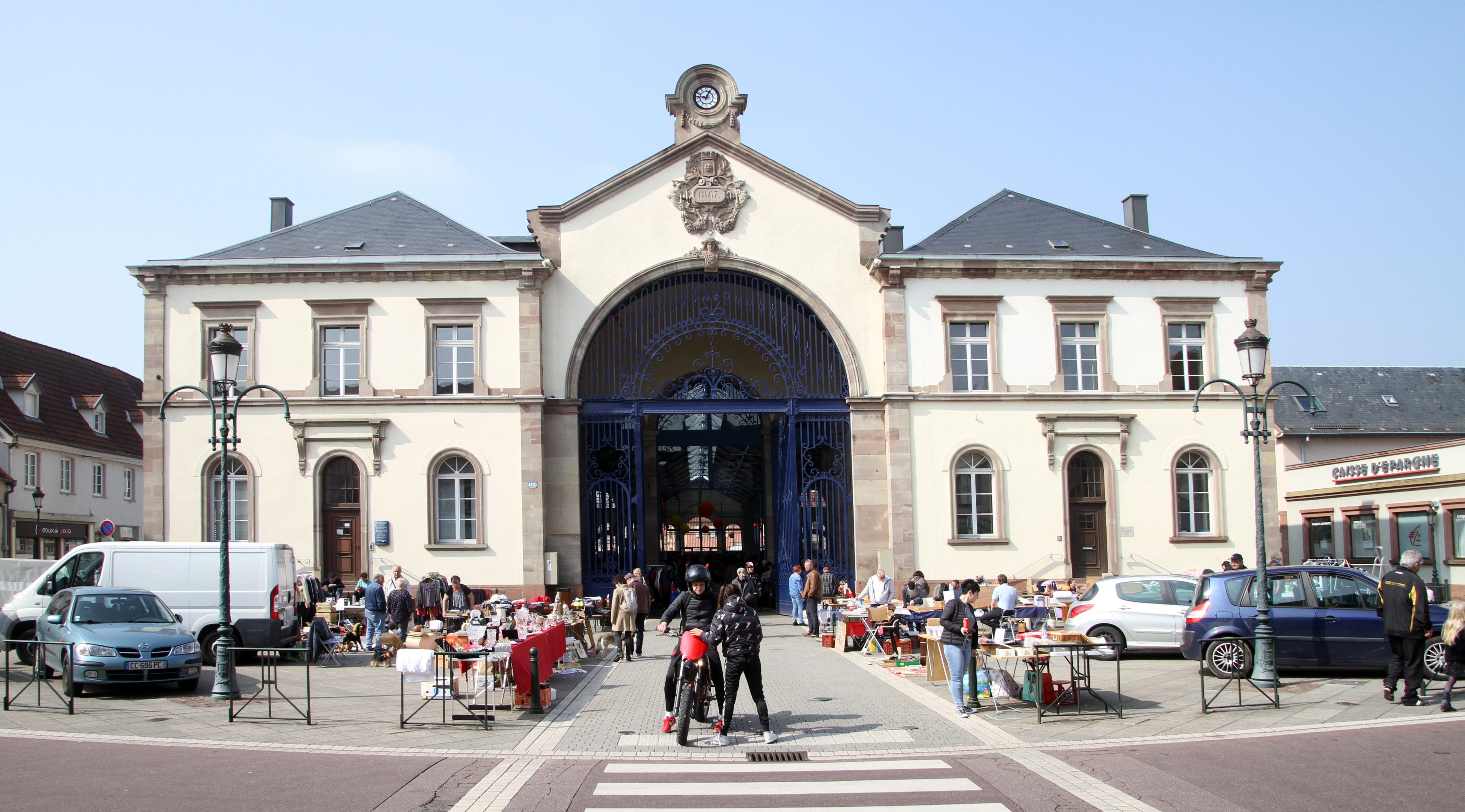
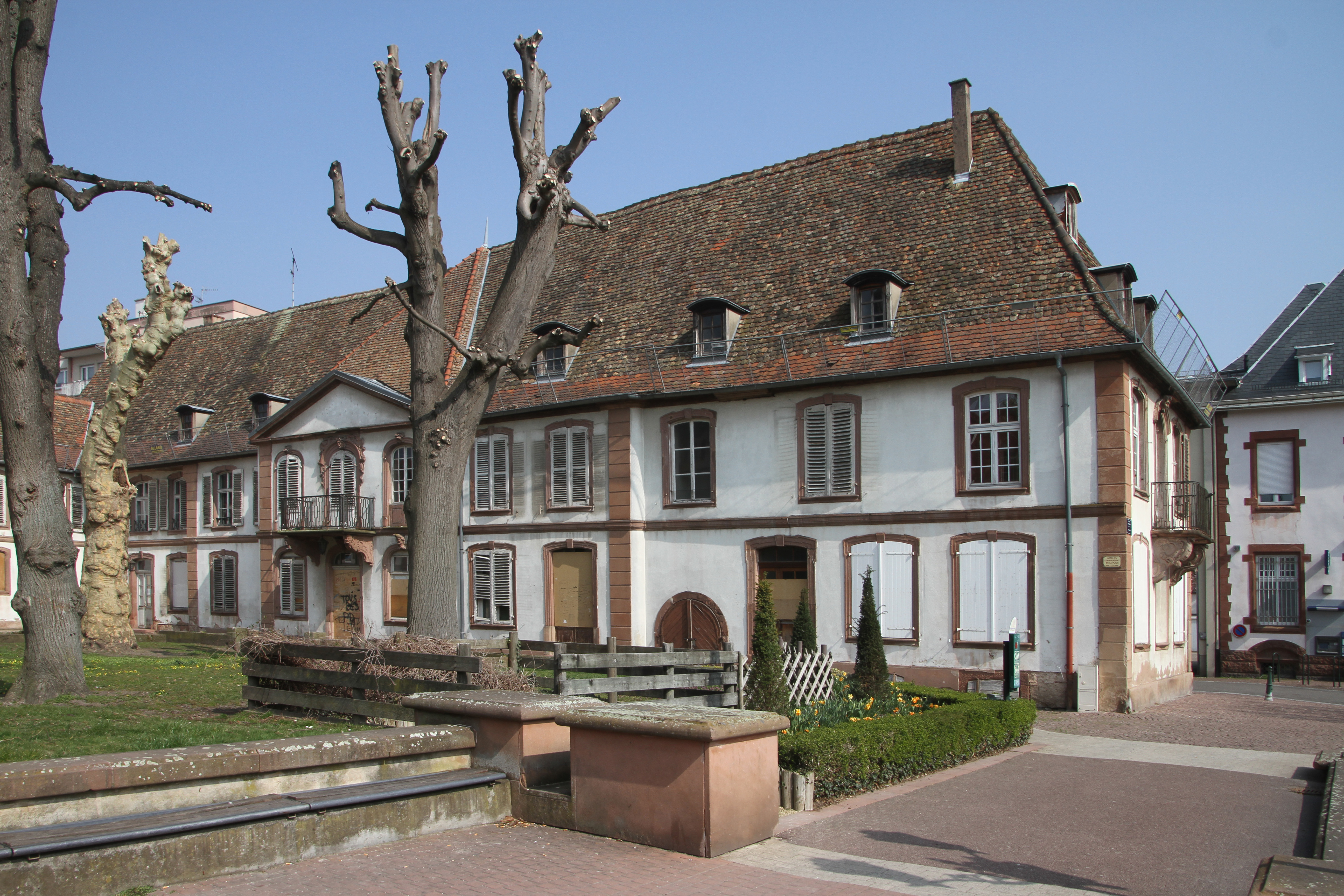
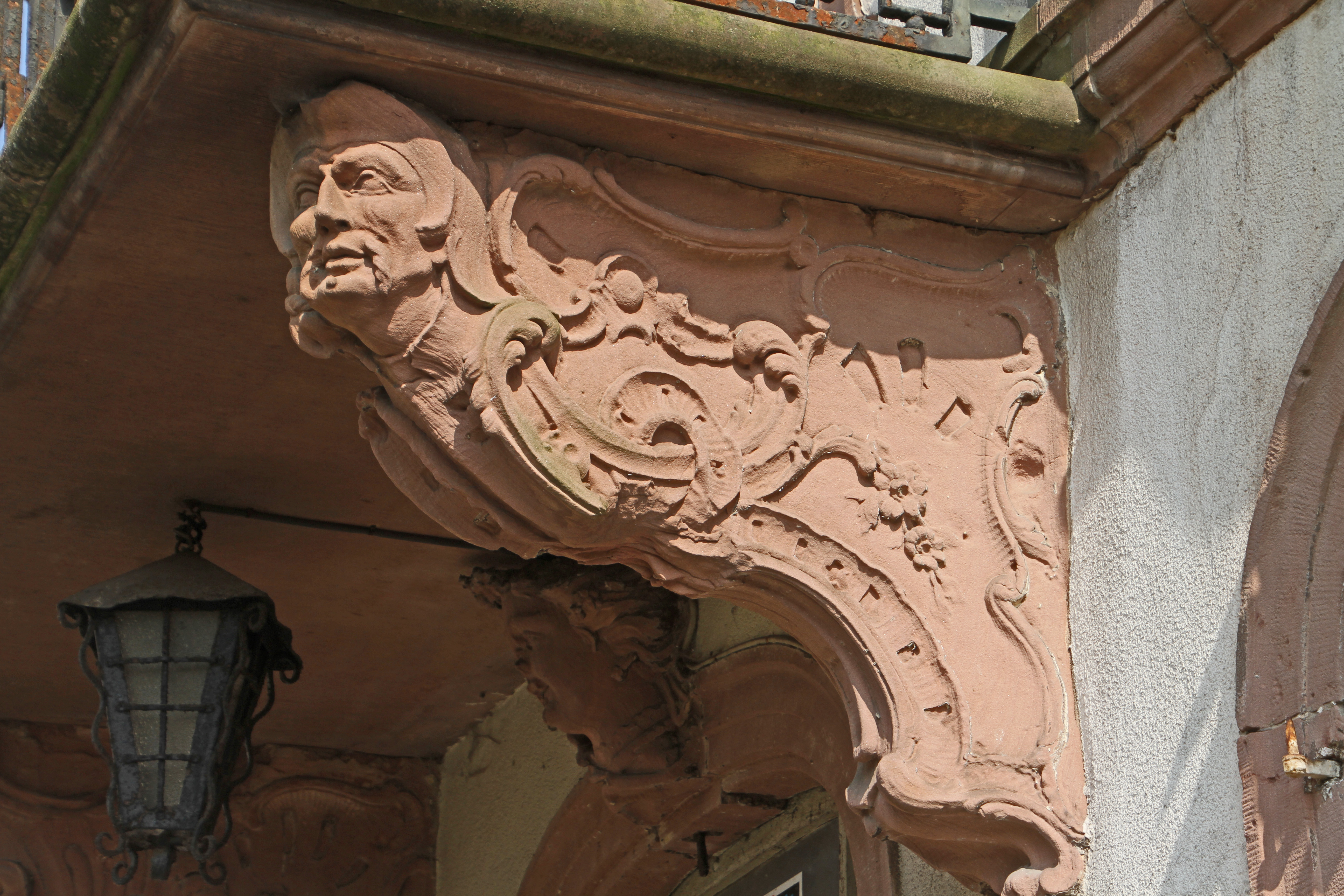
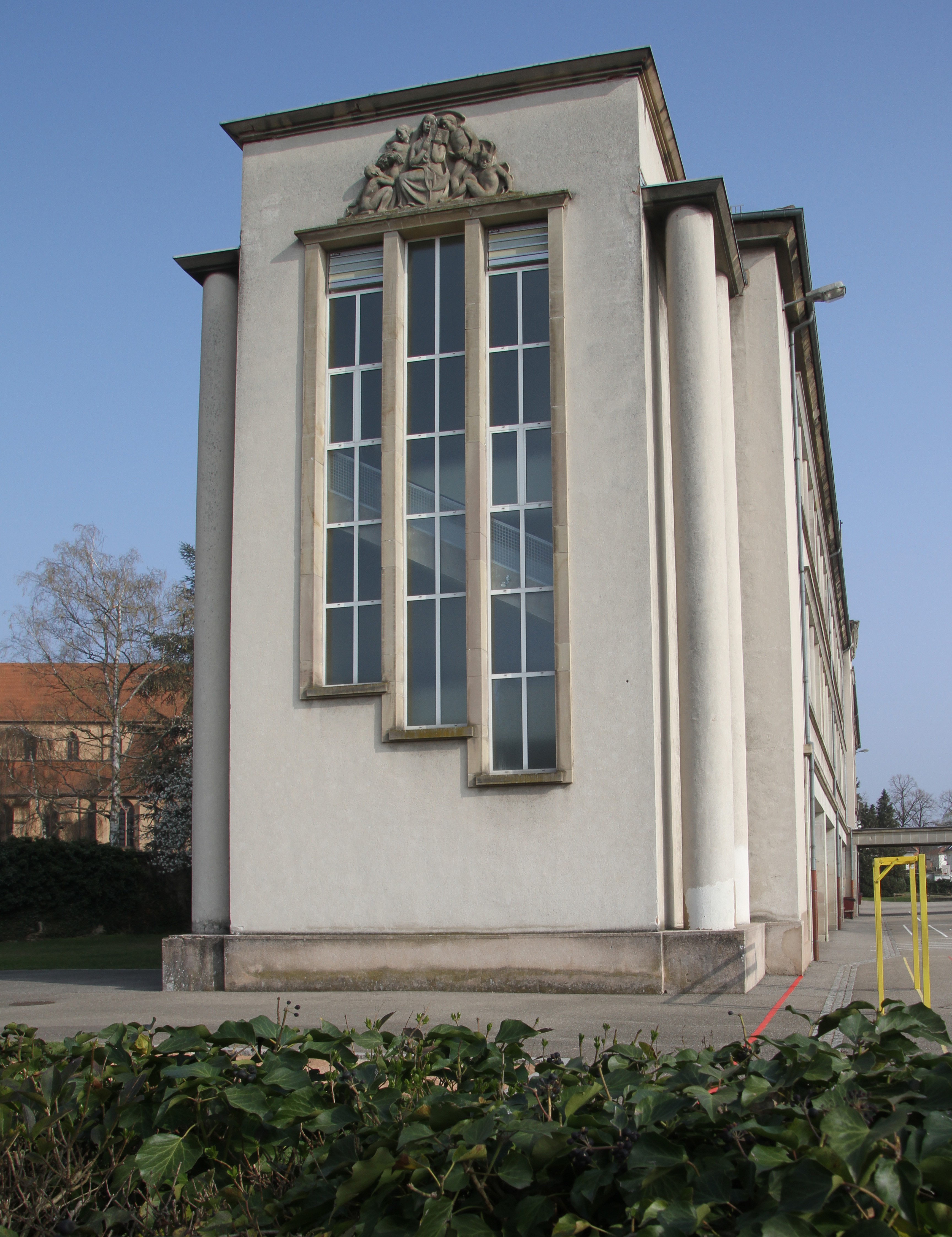
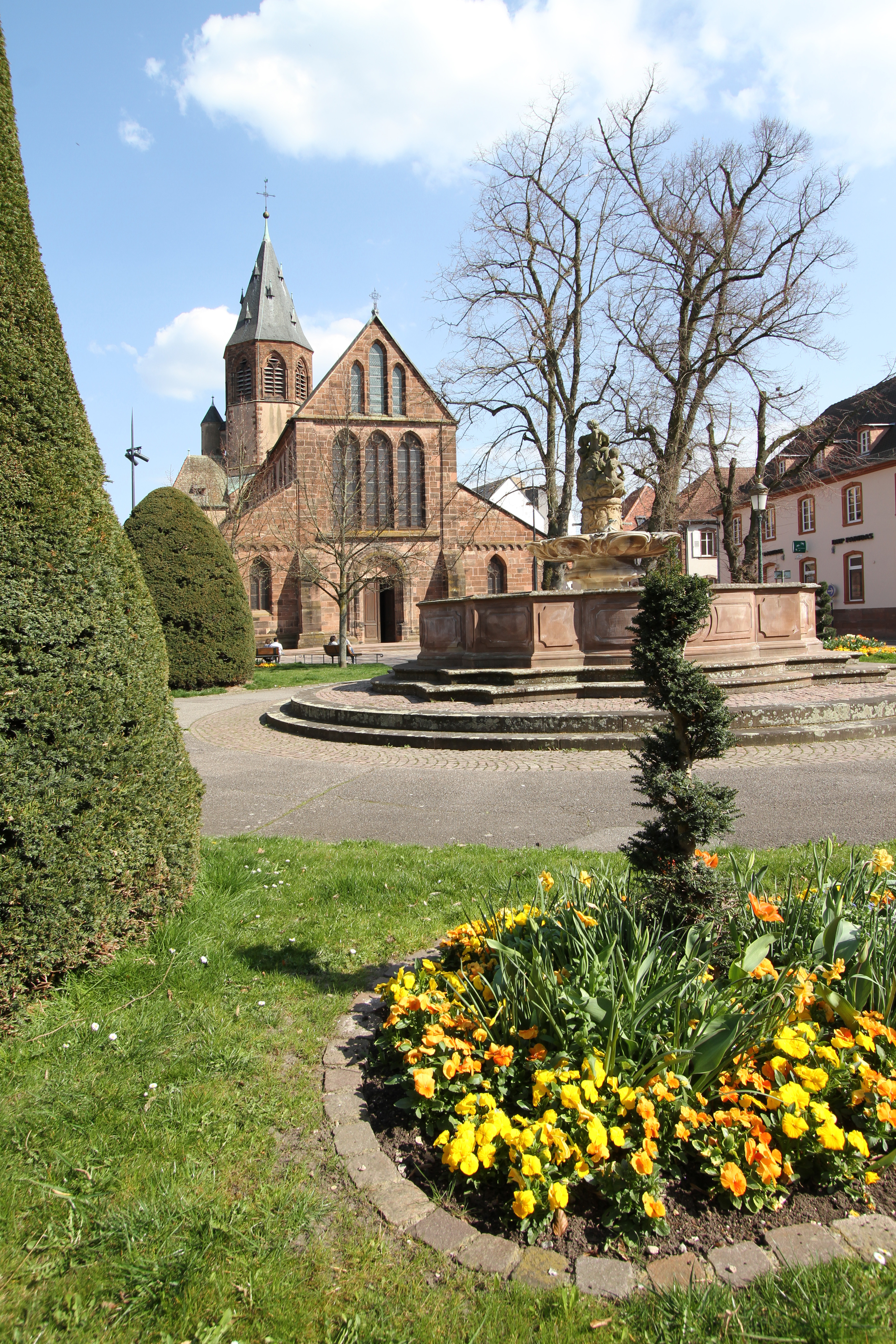
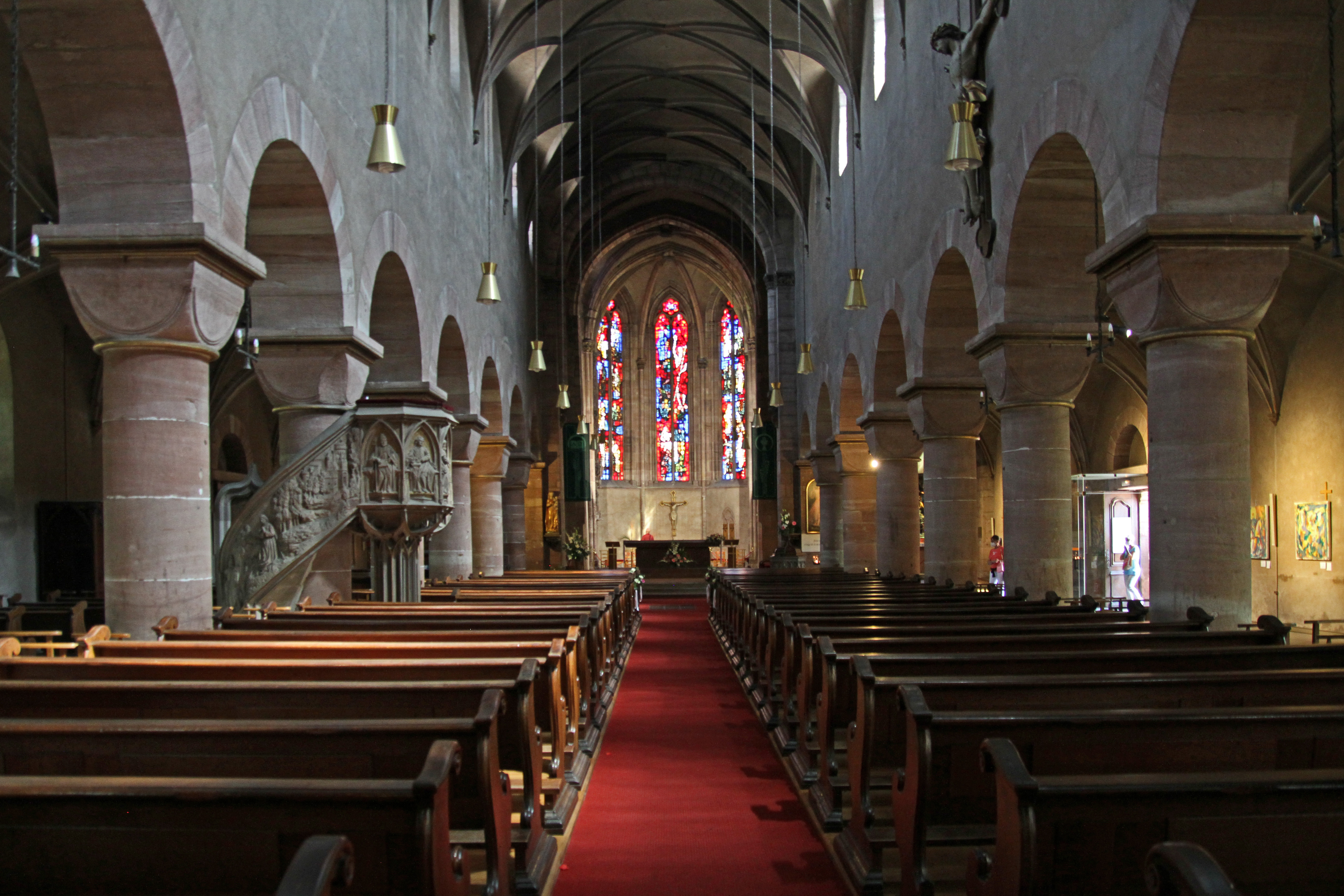
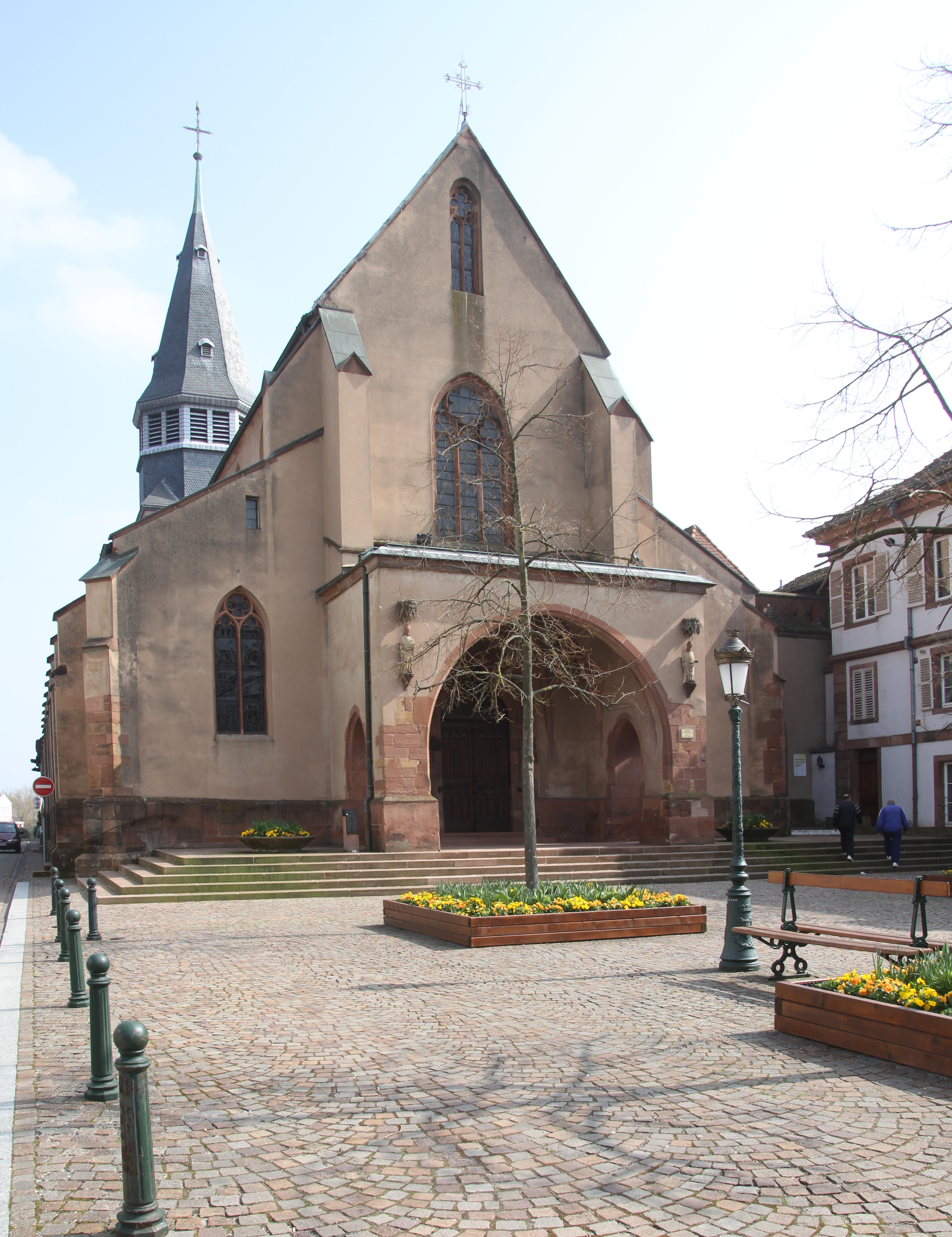
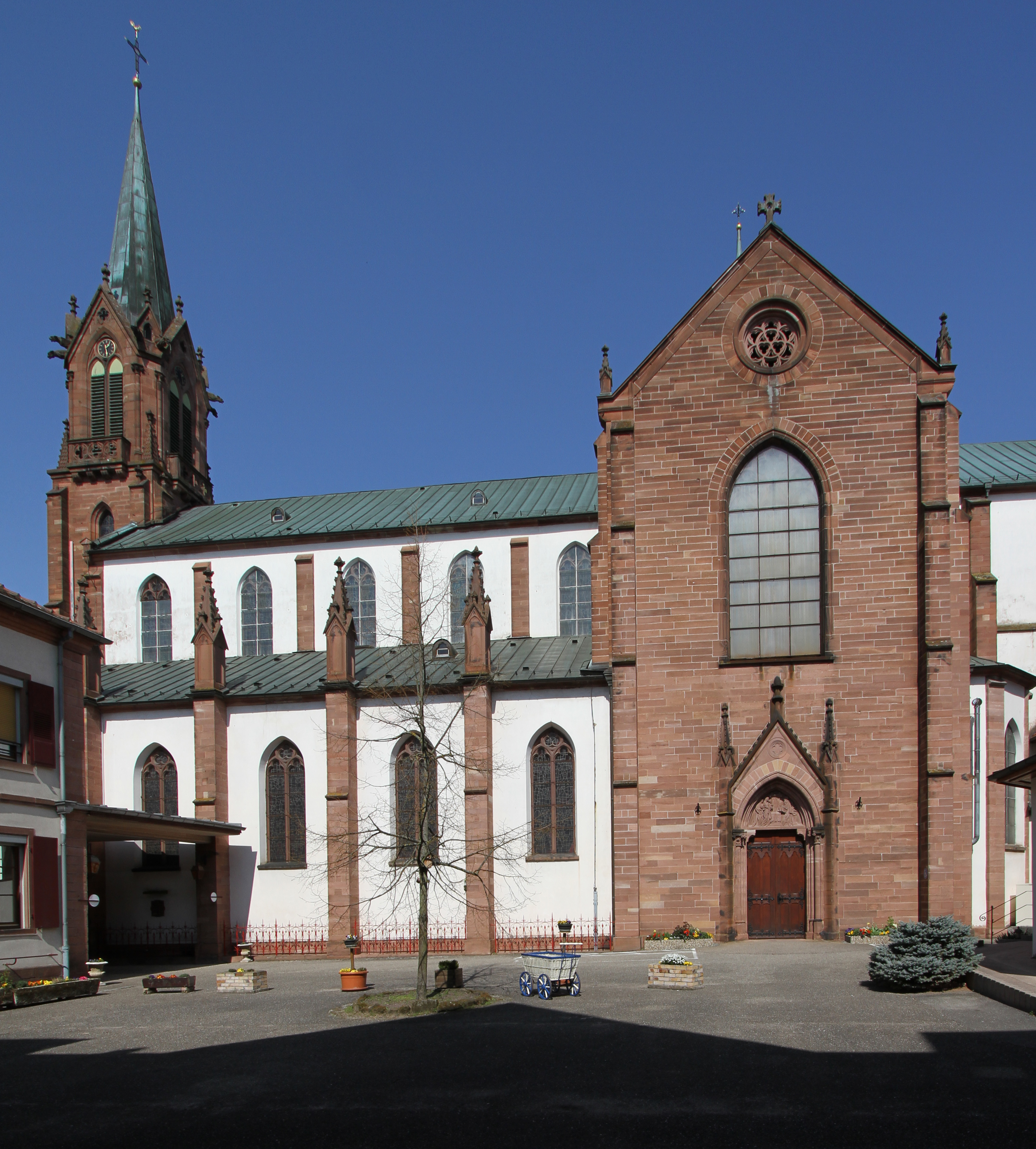
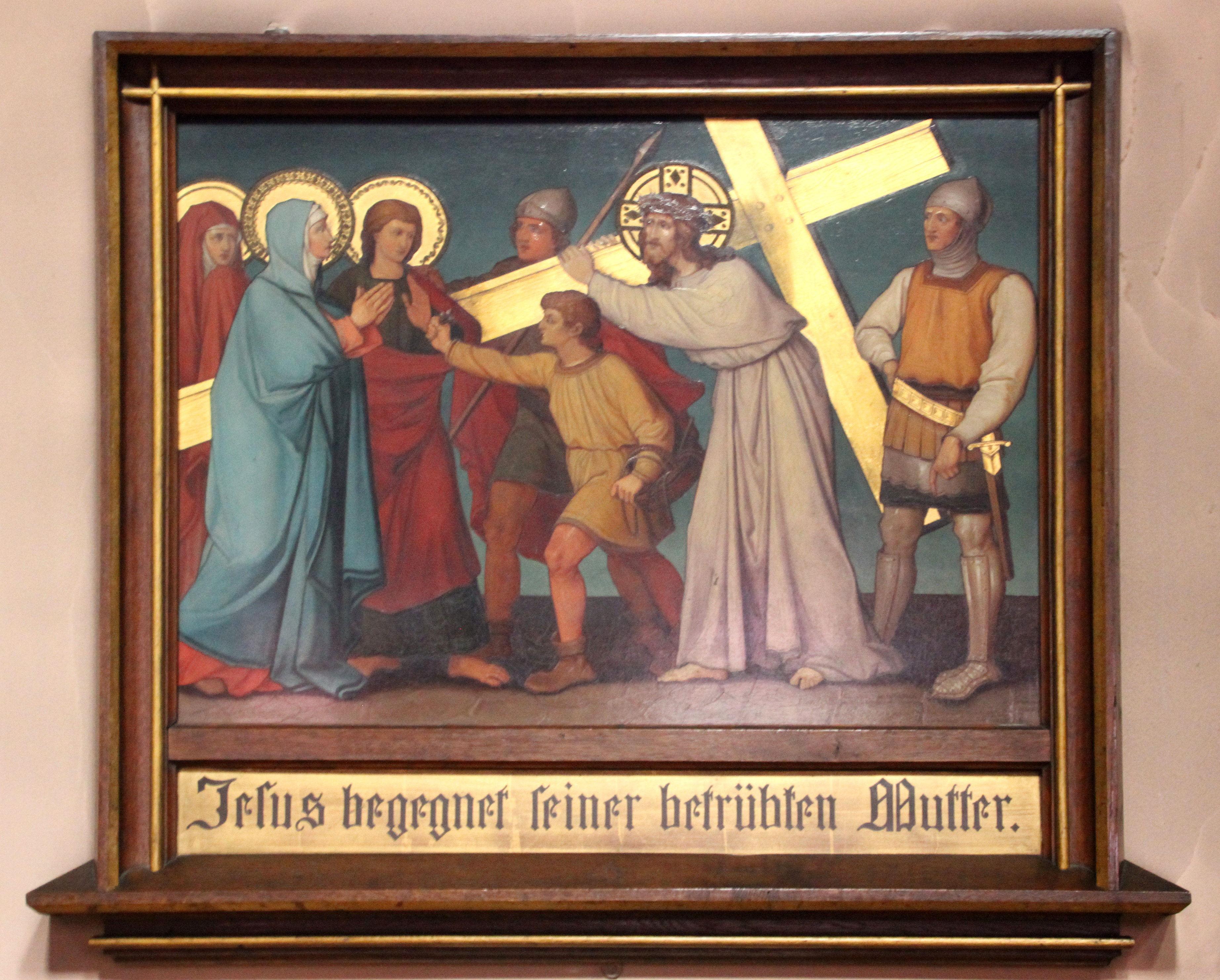
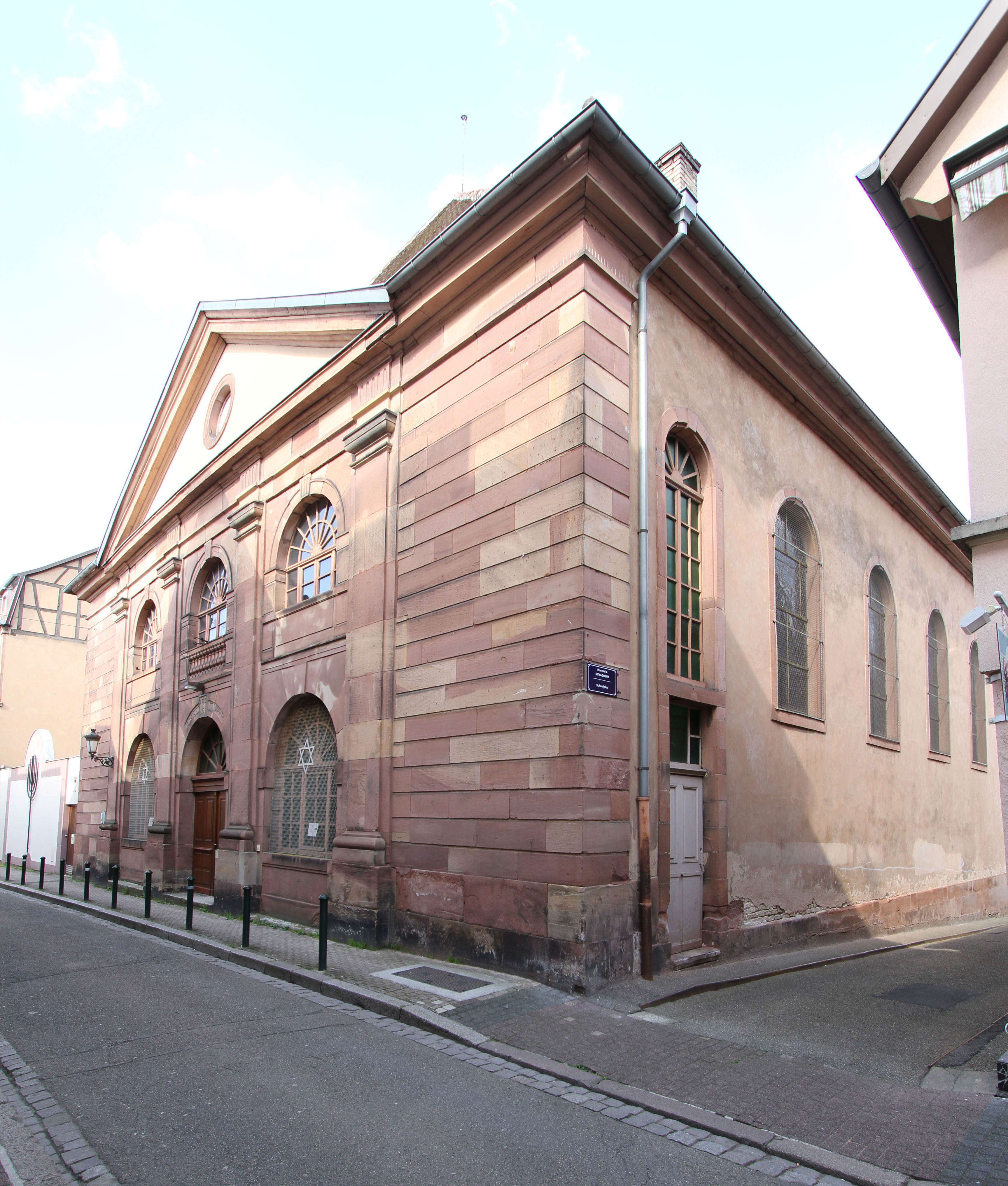